# Strém Kálmán
Strém Kálmán (Nagykanizsa, 1934. május 29. – Budapest, 2005. november 27.) magyar zeneszociológus, hangversenyrendező.

## Életpályája
Apja dr. Strém Zsigmond, anyja Kálmán Magda, mindketten a nagyszülői házban éltek. Apja a jogi diploma megszerzése után a nagyapa fakereskedői vállalkozásában dolgozott. Édesanyja 21 évesen belehalt a szülésbe. A gyereket 3 éves koráig a nagyszülők nevelték. Apja újranősülése után Budapestre költözött, majd a kisfiát is magához vette. 1942-ben munkaszolgálatosként a Don kanyarhoz vezényelték, ahol a 35.000 zsidó áldozat egyikeként tűnt el. Nevelőanyja Kálmánt és 6 évvel fiatalabb öccsét is a Ménesi úti Őrangyalházba menekítette, ott vészelték át a háború végét. 1948 után – rossz káderlapja miatt – nem vették fel az egyetemre. Végül munka mellett végezte el kitüntetéssel a magyar-történelem szakot, majd szociológiából is diplomát szerzett. 1952-től az Országos Filharmónia koncertszervező cégnél dolgozott. Legfontosabb munkaterületének a vidéki koncertélet megszervezését tartotta, évi mintegy 2000 vidéki hangverseny megszervezése fűződött a nevéhez. 
A rendszerváltás után elsőként alapított magán koncertszervező irodát, és haláláig vezette a Strém Koncert Kft-t. Megszervezte többek között a „Földvári Napok” kortárs zenei-összművészeti fesztivált, a Haydn Eszterházán Fesztivált az általa alapított Magyar Haydn Társasággal együttműködve (Elnöke: Malina János zenetudós), Schiff András és Barátai koncertsorozatot, valamint A Zongora című, máig meglévő koncertsorozatot, amelyet halála után Jakobi László koncertrendező vitt tovább. Visszahozta a magyar koncertpódiumra Schiff Andrást, ő ismertette meg a magyar közönséggel a Franciaországban élő Rév Lívia zongoraművészt, fölkarolt és pályára állított fiatal muzsikusokat, a Tudományos Akadémián rendezte meg az "Ígéret" című koncerteket, ahol a fiatal tehetségek mutatkozhattak be. Pl. (Kovács Ágnes szopránénekes, Füzi Nóra zongoraművész, Rohmann Ditta csellóművész, Mali Emese zongoraművész. Ő indította el a Zeneakadémián a kulturális menedzserképzést, amelyet később Szegedre és más vidéki városokra is elvitt. Nevéhez olyan kiváló tanulmányok fűződnek, mint a Hol vannak a magyar vonósok?, vagy a Lemorzsolódás a zeneiskolákban. Koncertszervezőként mindig a tökéletességre törekedett, erre utal Batta Andrásnak, a Liszt Ferenc Zeneművészeti Egyetem rektorának a kijelentése: „Számára egy hangverseny olyan volt, mint egy mestermű, a szó régies, céhes értelmében. Aprólékos finomsággal dolgozta ki művésze portréjának díszes keretét. A világhírűét éppen úgy, mint a még ismeretlen fiatalét.”
Strém Kálmán halála után egy évvel a Zeneakadémia Baráti Köre, amelynek támogatója volt, emléktáblát rhelyezett el a művészfolyosón. A táblát a felújítás során leszerelték, sorsa ismeretlen.

## Emlékezete
Emlékére Kurtág György és Sári József zeneműveket komponált. 2007-ben szülőháza falán emléktáblát avattak. 2009. május 29-én a nagykanizsai Medgyaszay Művelődési Ház előterében mellszobrot avattak tiszteletére, Gerő Katalin alkotását.